# Xenodusa sharpi
Xenodusa sharpi är en skalbaggsart som beskrevs av Erich Wasmann 1896. Xenodusa sharpi ingår i släktet Xenodusa och familjen kortvingar. Inga underarter finns listade i Catalogue of Life.